# DDR-Fußball-Bezirksliga 1969/70
Die DDR-Bezirksliga wurde mit der Saison 1969/70 zum 18. Mal ausgetragen und war die höchste Spielklasse eines Bezirks sowie die dritthöchste im Ligasystem auf dem Gebiet des DFV.
Der Spielbetrieb der 15 Bezirksligen wurde vom jeweiligen Bezirksfachausschuss (BFA) durchgeführt und die Ermittlung der Bezirksmeister geschah wie in der Vorsaison ausschließlich in eingleisigen Ligen.
Ihren Bezirksmeistertitel aus dem Vorjahr konnten die Betriebssportgemeinschaften (BSG) Motor Warnowwerft Warnemünde, CM Veritas Wittenberge, Lokomotive Prenzlau und Aktivist Schwarze Pumpe sowie die Zweitvertretung der ASG Vorwärts Meiningen erfolgreich verteidigen. Wittenberge gelang dabei ein Titel-Hattrick. Die BSG Motor Eberswalde beendete bereits zum zehnten Mal als Sieger ihre Bezirksliga, was Wittenberge und Schwarze Pumpe zum fünften Mal, sowie Prenzlau und Lokomotive Halberstadt zum vierten Mal gelang.
Nach dieser Spielzeit gab es wie im Vorjahr keine direkten Aufsteiger in die übergeordnete DDR-Liga. Die Bezirksmeister qualifizierten sich für die Aufstiegsrunde zur DDR-Liga, in der dann in drei Gruppen zu je fünf Mannschaften die sechs Aufsteiger ermittelt wurden. Als Zweitplatzierte der Bezirksligen Karl-Marx-Stadt und Suhl, nahmen die BSG Chemie Glauchau und die BSG Chemie Glas Ilmenau anstelle der nicht aufstiegsberechtigten Zweitvertretungen vom FC Karl-Marx-Stadt und der ASG Vorwärts Meiningen an dieser teil. Den Aufstieg schafften aus der Gruppe A die BSG Aktivist Schwarze Pumpe und die BSG Motor Warnowwerft Warnemünde, aus der Gruppe B die BSG Stahl Brandenburg und die Zweitvertretung der BSG Chemie Leipzig sowie aus der Gruppe C die Zweitvertretung der SG Dynamo Dresden und die BSG Chemie Glauchau. Den sofortigen Wiederaufstieg blieb der BSG EAB Lichtenberg 47 durch den vierten Platz in der Gruppe A verwehrt.

## Bezirksmeister
| Bezirk           | Mannschaft                       |
| ---------------- | -------------------------------- |
| Rostock          | BSG Motor Warnowwerft Warnemünde |
| Schwerin         | BSG CM Veritas Wittenberge       |
| Neubrandenburg   | BSG Lokomotive Prenzlau          |
| Potsdam          | BSG Stahl Brandenburg            |
| Ost-Berlin       | BSG EAB Lichtenberg 47           |
| Frankfurt (Oder) | BSG Motor Eberswalde             |
| Magdeburg        | BSG Lokomotive Halberstadt       |
| Halle            | BSG Chemie Buna Schkopau         |
| Leipzig          | BSG Chemie Leipzig II            |
| Cottbus          | BSG Aktivist Schwarze Pumpe      |
| Dresden          | SG Dynamo Dresden II             |
| Karl-Marx-Stadt  | FC Karl-Marx-Stadt II            |
| Erfurt           | BSG Motor Sömmerda               |
| Gera             | BSG Stahl Maxhütte               |
| Suhl             | ASG Vorwärts Meiningen II        |

## Aufstiegsrunde zur DDR-Liga-Saison 1970/71
Sechs Mannschaften aus den 15 Bezirksligen stiegen zur nächsten Saison in die DDR-Liga auf. In drei Gruppen zu je fünf Mannschaften, ermittelten die Bezirksmeister die Aufsteiger. Die beiden Erstplatzierten jeder Gruppe stiegen auf.

### Gruppe A
In der Gruppe A spielten die Meister aus den Bezirken Rostock, Neubrandenburg, Frankfurt (Oder), Cottbus und Ost-Berlin.

Abschlusstabelle
| Pl. | Mannschaft                       | Sp. | S | U | N | Tore    | Diff. | Punkte |
| --- | -------------------------------- | --- | - | - | - | ------- | ----- | ------ |
| 1.  | BSG Aktivist Schwarze Pumpe      | 4   | 3 | 1 | 0 | 014:300 | +11   | 07:10  |
| 2.  | BSG Motor Warnowwerft Warnemünde | 4   | 3 | 0 | 1 | 006:500 | +1    | 06:20  |
| 3.  | BSG Motor Eberswalde             | 4   | 2 | 0 | 2 | 005:600 | −1    | 04:40  |
| 4.  | BSG EAB Lichtenberg 47           | 4   | 1 | 1 | 2 | 003:400 | −1    | 03:50  |
| 5.  | BSG Lokomotive Prenzlau          | 4   | 0 | 0 | 4 | 002:120 | −10   | 0:80   |

Kreuztabelle

Die Kreuztabelle stellt die Ergebnisse aller Spiele dieser Aufstiegsrunde dar. Die Heimmannschaft ist in der linken Spalte aufgelistet und die Gastmannschaft in der obersten Reihe.
| Gruppe A 6. Juni 1970 – 4. Juli 1970 | Gruppe A 6. Juni 1970 – 4. Juli 1970 |     |     |     |     |     |
| ------------------------------------ | ------------------------------------ | --- | --- | --- | --- | --- |
| 1.                                   | BSG Aktivist Schwarze Pumpe          |     | 4:0 | 2:1 | –   | –   |
| 2.                                   | BSG Motor Warnowwerft Warnemünde     | –   |     | 3:0 | 1:0 | –   |
| 3.                                   | BSG Motor Eberswalde                 | –   | –   |     | 2:1 | 2:0 |
| 4.                                   | BSG EAB Lichtenberg 47               | 1:1 | –   | –   |     | 1:0 |
| 5.                                   | BSG Lokomotive Prenzlau              | 1:7 | 1:2 | –   | –   |     |

### Gruppe B
In der Gruppe B spielten die Meister aus den Bezirken Schwerin, Potsdam, Magdeburg, Halle und Leipzig.

Abschlusstabelle
| Pl. | Mannschaft                 | Sp. | S | U | N | Tore    | Diff. | Punkte |
| --- | -------------------------- | --- | - | - | - | ------- | ----- | ------ |
| 1.  | BSG Stahl Brandenburg      | 4   | 2 | 1 | 1 | 006:300 | +3    | 05:30  |
| 2.  | BSG Chemie Leipzig II      | 4   | 2 | 0 | 2 | 004:400 | ±0    | 04:40  |
| 3.  | BSG CM Veritas Wittenberge | 4   | 1 | 2 | 1 | 003:400 | −1    | 04:40  |
| 4.  | BSG Lokomotive Halberstadt | 4   | 1 | 2 | 1 | 003:500 | −2    | 04:40  |
| 5.  | BSG Chemie Buna Schkopau   | 4   | 1 | 1 | 2 | 003:300 | ±0    | 03:50  |

Kreuztabelle

Die Kreuztabelle stellt die Ergebnisse aller Spiele dieser Aufstiegsrunde dar. Die Heimmannschaft ist in der linken Spalte aufgelistet und die Gastmannschaft in der obersten Reihe.
| Gruppe B 6. Juni 1970 – 4. Juli 1970 | Gruppe B 6. Juni 1970 – 4. Juli 1970 |     |     |     |     |     |
| ------------------------------------ | ------------------------------------ | --- | --- | --- | --- | --- |
| 1.                                   | BSG Stahl Brandenburg                |     | –   | 2:2 | 3:0 | –   |
| 2.                                   | BSG Chemie Leipzig II                | 1:0 |     | 2:0 | –   | –   |
| 3.                                   | BSG CM Veritas Wittenberge           | –   | –   |     | 0:0 | 1:0 |
| 4.                                   | BSG Lokomotive Halberstadt           | –   | 2:1 | –   |     | 1:1 |
| 5.                                   | BSG Chemie Buna Schkopau             | 0:1 | 2:0 | –   | –   |     |

### Gruppe C
In der Gruppe C spielten die Meister und Vertreter aus den Bezirken Dresden, Karl-Marx-Stadt, Erfurt, Gera und Suhl.

Abschlusstabelle
| Pl. | Mannschaft              | Sp. | S | U | N | Tore    | Diff. | Punkte |
| --- | ----------------------- | --- | - | - | - | ------- | ----- | ------ |
| 1.  | SG Dynamo Dresden II    | 4   | 2 | 2 | 0 | 009:300 | +6    | 06:20  |
| 2.  | BSG Chemie Glauchau     | 4   | 1 | 3 | 0 | 002:100 | +1    | 05:30  |
| 3.  | BSG Chemie Glas Ilmenau | 4   | 1 | 2 | 1 | 006:900 | −3    | 04:40  |
| 4.  | BSG Stahl Maxhütte      | 4   | 0 | 3 | 1 | 001:200 | −1    | 03:50  |
| 5.  | BSG Motor Sömmerda      | 4   | 0 | 2 | 2 | 002:500 | −3    | 02:60  |

Kreuztabelle

Die Kreuztabelle stellt die Ergebnisse aller Spiele dieser Aufstiegsrunde dar. Die Heimmannschaft ist in der linken Spalte aufgelistet und die Gastmannschaft in der obersten Reihe.
| Gruppe C 6. Juni 1970 – 4. Juli 1970 | Gruppe C 6. Juni 1970 – 4. Juli 1970 |     |     |     |     |     |
| ------------------------------------ | ------------------------------------ | --- | --- | --- | --- | --- |
| 1.                                   | SG Dynamo Dresden II                 |     | –   | 6:2 | –   | 2:0 |
| 2.                                   | BSG Chemie Glauchau                  | 0:0 |     | 1:1 | –   | –   |
| 3.                                   | BSG Chemie Glas Ilmenau              | –   | –   |     | 0:0 | 3:2 |
| 4.                                   | BSG Stahl Maxhütte                   | 1:1 | 0:1 | –   |     | –   |
| 5.                                   | BSG Motor Sömmerda                   | –   | 0:0 | –   | 0:0 |     |